# Fraternitas Rosicruciana Antiqua

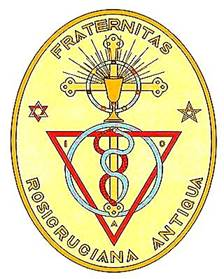
Эмблема Franchitas Rosicruciana Antiqua

Fraternitas Rosicruciana Antiqua (FRA) — это орден розенкрейцеров, первоначально созданный немецким оккультистом доктором Арнольдом Крумм-Хеллером, и действующий в Бразилии и в испаноязычных странах. В Бразилии он был основан в 1932 году и имеет штаб-квартиру в Рио-де-Жанейро с 1933 года. Бразильская FRA связана с Fraternitas Rosae Crucis (FRC), Античным мистическим орденом Розы и Креста со штаб-квартирой в США и с Ecclesia Gnostica, и ее филиалами.